# Maximilian Schuler
Maximilian Schuler (* 5. Februar 1882 in Zweibrücken; † 30. Juli 1972 in Göttingen; gebürtig Maximilian Joseph Johannes Eduard Schuler) war ein deutscher Ingenieur, Maschinenbauer und lehrte als Professor an der Hochschule in Göttingen.

## Leben
Schuler machte 1901 Abitur am Wilhelmsgymnasium München.
Er studierte von 1902 bis 1907 an der Technischen Hochschule München und war seit 1903 Mitglied des Corps Franconia München. Der Schüler von Professor August Föppl, der mit der Kreiseltheorie vertraut war, kam 1908 als Konstrukteur zur Firma Anschütz & Co. nach Kiel. Dort war er von 1910 bis 1922 Direktor.
1914 bis 1919 leistete er als Offizier Kriegsdienst bei der Kaiserlichen Marine. 1921 promovierte er an der TH München zum Dr.-Ing. 1924 habilitierte er sich an der Universität Göttingen für Angewandte Mechanik. Von 1934 bis zu seiner Emeritierung 1946 war er in Göttingen Leiter des Instituts für Angewandte Mechanik. 1962 verlieh ihm die TH Stuttgart die Ehrendoktorwürde. Im selben Jahr erhielt er das Große Bundesverdienstkreuz. 1964 wurde er mit der Grashof-Denkmünze des Vereins Deutscher Ingenieure (VDI) ausgezeichnet.
Gemeinsam mit seinem Vetter Hermann Anschütz-Kaempfe war er der Erfinder des Mehrkreiselkompasses, der automatischen Schiffssteuerung und des Wendezeigers für Flugzeuge. Nach ihm ist die Schuler-Periode mit einer Schwingungsdauer von 84,4 Minuten benannt, außerdem das Schuler-Pendel, ein Ausgleichs- oder Minimalpendel, das in astronomischen Pendeluhren (Schuler-Uhr) eingesetzt wird. Er führte während des Zweiten Weltkriegs Aufträge des Oberkommandos der Marine und der Heeresversuchsanstalt Peenemünde aus. Ehrenamtlich war er für den VDI und die Gesellschaft für Angewandte Mathematik und Mechanik (GAMM) tätig.
Schuler war seit 1908 VDI-Mitglied.

## Werke
- 1949–59: Mechanische Schwingungslehre (2 Teile)
- 1950/51: Einführung in die Mechanik (2 Teile)
- 1956: Theorie der selbsttätigen Regler